# Stadtwerke Hünfeld
Die Stadtwerke Hünfeld GmbH sind der regionale Versorger der Stadt Hünfeld.
Neben der Strom-, Erdgas- und der Wasserversorgung sind die Stadtwerke Hünfeld für den Betrieb der Parkhäuser und der Schwimmbäder verantwortlich.
Außerdem betreiben diese den Stadtbus in Hünfeld (Citybus).

## Daten und Fakten (2023)

### Stromversorgung
- Gesamtabgabe: 78.886 MWh
- Gesamtlänge des Leitungsnetzes: 401,1 km
- Anzahl der Straßenleuchten: 2.830 Stück

### Gasversorgung
- Gesamtabgabe: 206.171 MWh
- Gesamtlänge des Leitungsnetzes: 115 km

### Wasserversorgung
- Gesamtabgabe: 1,44 Mio. m³
- Gesamtlänge des Leitungsnetzes: 193 km

### Parkhäuser
- Parkhaus Am Rathaus: 220 Stellplätze
- Parkhaus Zentrum: 135 Stellplätze

## Nahverkehr
Die Stadtwerke Hünfeld betreiben mit dem Citybus eine Ringlinie, die im 60-Minuten-Takt die Außenbereiche der Kernstadt mit der Innenstadt verbindet.
| Linie   | Linienverlauf | Fahrzeit |
| ------- | --- | -------- |
| Citybus | Bahnhof – Zum Nüsttal – Auf dem Hofberg – Kreuzberg-/Bodelschwinghstr. – Josefstraße/Abtsgrund – Wartburgring – Molzbacherstr./JVA – Am Anger – Ströher Str./Berliner Str. – Im Honigfeld/Rasdorfer Str. – Landerneau Allee/Tilsiter Str. – Am Anger – Bahnhof | 53 min   |